# Криза III століття
Криза ІІІ століття, також Військова анархія або Імперська криза (235–284) — період римської історії, впродовж якого Римська імперія ледь не зазнала краху під спільним тиском численних громадянських війн, економічної та соціальної нестабільності, а також вторгнення на її територію зовнішніх ворогів.
Криза розпочалась із вбивства останнього представника династії Северів, імператора Александра Севера, його власними військами в 235 році. Це започаткувало 50-річний період, протягом якого на титул імператора було щонайменше 26 претендентів. Здебільшого, вони були командувачами римського війська та приходили до влади з ініціативи своїх солдатів, тому сучасними істориками ці імператори називаються «солдатськими».
У 251 році в битві при Абриті було вбито тодішніх імператорів Деція та Гереннія Етруска, що стало першим випадком загибелі імператорів від рук зовнішнього ворога. А в 260 році в битві при Едесі персами було взято в полон імператора Валер'яна, який незабаром загинув у ньому. 

Мапа розподілу Імперії в 271 році

До 268 року імперія фактично розпалася на три незалежні держави: Галльську імперію (Галлія, Британія та Іспанія), Пальмірське царство (Сирія Палестинська та Єгипет) і власне Римську імперію. Проте згодом імператор Авреліан впродовж кількох років возз'єднав імперію. Криза остаточно закінчилася приходом до влади Діоклетіана у 284 році та здійсненням ним низки реформ, зокрема запровадження Тетрархії («влади чотирьох»).

Криза III століття призвела до значних глибоких змін в інститутах імперії, суспільстві, економічному житті та релігії. Більшістю сучасних істориків цей період розглядається як момент переходу між історичними періодами класичної античності та пізньої античності.

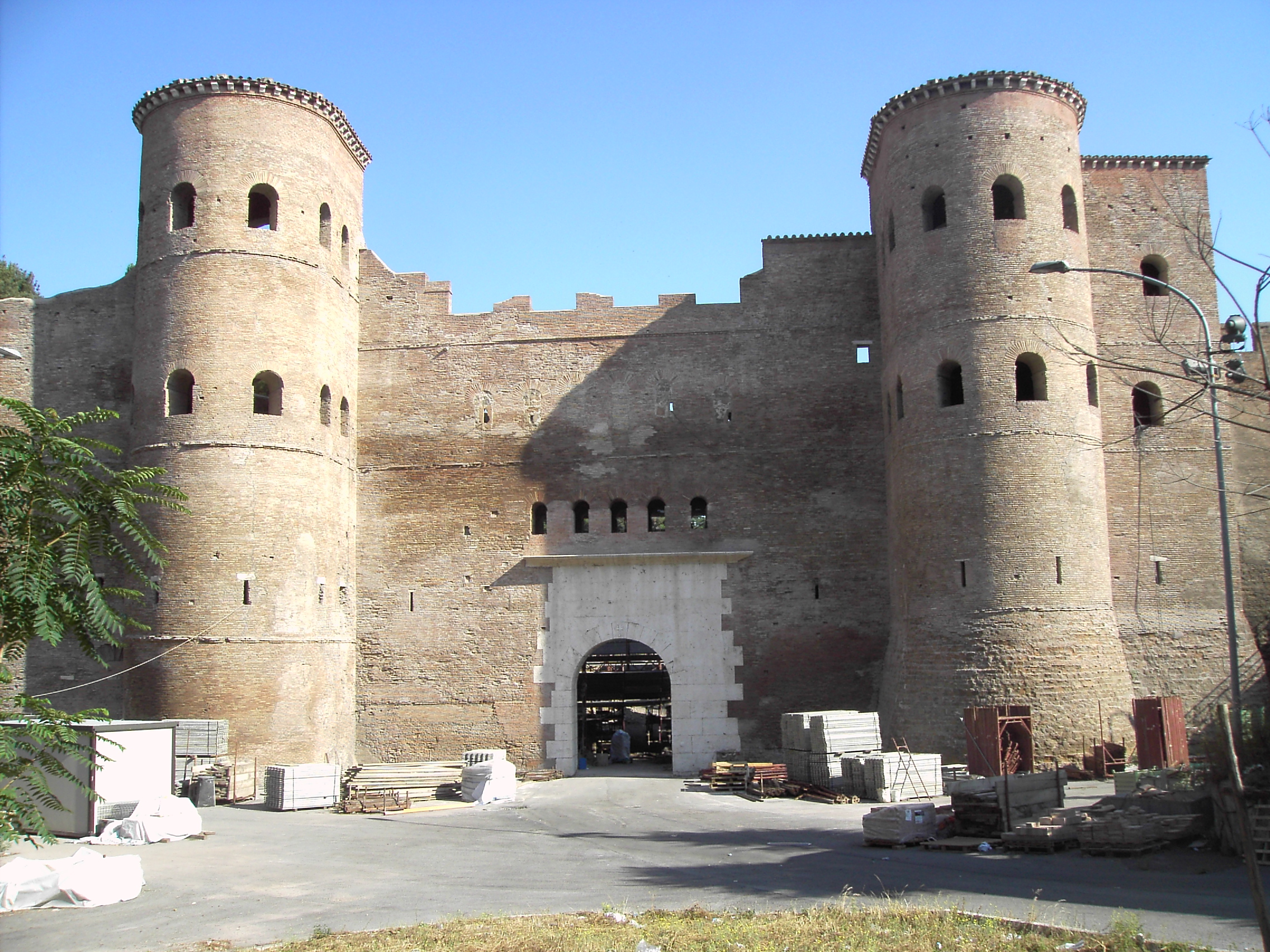
Стіна Авреліана, побудована наприкінці кризи для захисту Рима від зовнішніх загроз

## Криза імперії
З 235 почався період «імператорської чехарди». Бажанням вивести країну з кризи, а не насититися принадами імператорської влади відрізнялися Гай Децій (249–251), а також аристократ Публій Ліциній Валер'ян (253–260) і його син Галлієн (253–268). Однак під час їхнього правління активізувався місцевий сепаратизм, що привів до влади «династію іллірійців» (ці імператори не були родичами, але всі походили з військового стану Іллірії): Клавдій II Готський (268–270) поклав початок відродженню Імперії, передавши престол в руки Луція Доміції Авреліана (270–275). Авреліан відбив навалу германських племен, відновив римську адміністрацію в східних провінціях і підпорядкував Галльську імперію. Його влада мала абсолютний характер, що стало передумовою до подальшого оформлення імперського доміната.

## ПередумовиДомінату
Іллірійська династія продовжилася в правлінні Марка Аврелія Проба (276–282), який навів лад в Іллірії, Фракії і Малій Азії. Його наступник Гай Марк Аврелій Кар (282–283) розбив германців, після чого на трон зійшов іллірієць Діокл, відомий під ім'ям Діоклетіана, і ознаменував початок періоду домінату (284–476).